# Grounded 2
Grounded 2 é um jogo de ação e aventura de sobrevivência desenvolvido em conjunto pela Obsidian Entertainment e Eidos-Montréal e publicado por Xbox Game Studios. Ele serve como sequência de Grounded e foi anunciado oficialmente durante o Xbox Games Showcase em junho de 2025. Será lançado em acesso antecipado foi lançado em acesso antecipado em 29 de julho de 2025, no Microsoft Windows e Xbox Series X/S.
Dando continuidade à mecânica de jogo principal de seu antecessor, o jogo apresenta jogadores controlando personagens miniaturizados que precisam sobreviver em um ambiente natural descomunal. A sequência se passa no Brookhollow Park, um parque suburbano fictício com um design visual inspirado no início dos anos 1990.

## Jogabilidade
Em Grounded 2, os jogadores reprisam o papel de crianças que foram reduzidas ao tamanho de insetos e se encontram em um ambiente vastamente expandido. Ambientado em um parque público coberto de vegetação, o jogo desafia os jogadores a sobreviverem sozinhos ou cooperativamente em um mundo onde objetos e locais cotidianos se tornaram perigosos e desconhecidos. Os jogadores devem coletar recursos, fabricar armas e armaduras e construir abrigos enquanto enfrentam criaturas agressivas e perigos ambientais.
Uma adição fundamental à jogabilidade envolve a domesticação e a cavalgada de montarias insetos, conhecidas como Buggies, que oferecem novas opções de mobilidade e combate. À medida que os jogadores progridem, eles descobrem mistérios ocultos relacionados ao seu encolhimento e às forças estranhas que os observam. A narrativa apresenta uma ameaça persistente e invisível que se torna mais presente à medida que os jogadores se aprofundam nos segredos do parque. Com novos arquétipos de personagens, ferramentas de construção expandidas e funcionalidade cooperativa, o jogo enfatiza a exploração, a sobrevivência e o trabalho em equipe em um mundo aberto dinâmico e em miniatura.

## Acesso antecipado
Grounded 2 será lançado em acesso antecipado em 29 de julho de 2025, tanto no Xbox Game Preview quanto no Steam Early Access. Este lançamento antecipado foi anunciado durante o Xbox Games Showcase em junho de 2025, com o jogo disponível nas plataformas Xbox Series X/S e Microsoft Windows.
Ele estará disponível para assinantes de planos selecionados do Xbox Game Pass no dia do lançamento, incluindo Xbox Game Pass Ultimate e PC Game Pass.
A versão de acesso antecipado permitirá que os jogadores explorem uma parte do ambiente expandido do parque, com novos elementos de jogabilidade, como montarias, novas armas e ferramentas de construção adicionais. A fase de acesso antecipado visa coletar o feedback dos jogadores e permitir que os desenvolvedores da Obsidian Entertainment aprimorem os sistemas principais antes do lançamento completo. No lançamento, Grounded 2 oferecerá suporte aos modos solo e multijogador.

## Ligações Externas
- Sítio oficial